# Дванаеста македонска ударна бригада
Дванаеста македонска (скопска) ударна бригада НОВЈ формирана је 17. септембра 1944. у селу Војници код Велеса од око 450 добровољаца из Скопља и околине. У њен састав ушао је, 3. октобра, Скопски партизански одред јачине око 370 бораца. Бригада је имала четири батаљона. Одмах после формирања, ушла је у састав 42. македонске дивизије НОВЈ.

## Борбени пут бригаде
Бригада је у саставу 42. дивизије дејствовала у ширем рејону Скопља и на прузи Велес–Скопље. Најтеже борбе водила је у октобру са балистима и осталим албанским колаборационим снагама на планинама Сува гора и Карлијак. Посебно се истакла у борбама код села Зеленикова 7/8. и 12. октобра и за ослобођење Скопља 12. и 13. новембра 1944. године.
Почетком децембра 1944. године, дивизија је прешла у састав 41. македонске дивизије НОВЈ, која је 21. децембра чистила подручје Качаника, Урошевца и Гњилана од балиста и њихових савезника. После тога је у саставу 42. дивизије учествовала у борбама на Сремском фронту.
Бригада је одликована Орденом заслуга за народ са златним венцем.